# Nick Fuentes
Nicholas Joseph Fuentes, född 18 augusti 1998, är en amerikansk högerextrem politisk kommentator, aktivist och livestreamer som förespråkar vit makt, homofobiska, misogyna och antisemitiska åsikter. Fuentes har förespråkat antisemitiska konspirationsteorier mot judar, uppmanat till ett "heligt krig" mot dem, och förnekat Förintelsen. Han har beskrivits som nynazist av olika källor. Fuentes identifierar sig som medlem av incel-rörelsen, anhängare av auktoritärism, integralist och kristen nationalist.
I samarbete med Patrick Casey, en tidigare ledare för den nynazistiska organisationen Identity Evropa, år 2019, började Fuentes anhängare, kända som Groypers, håna Turning Point USA :s Culture War Tour, inklusive ett talarevenemang för Donald Trump Jr. År 2020, i ett försök att etablera en vit maktkonferens som skulle kunna konkurrera med Conservative Political Action Conference (CPAC), började Fuentes hålla den årliga America First Political Action Conference (AFPAC). Fuentes deltog i vit makt-demonstrationen i Charlottesville 2017, och var även deltagare och talare vid evenemang som föregick attacken mot Kapitolium den 6 januari. Hans YouTube-kanal stängdes permanent i februari 2020 för brott mot YouTubes policy mot hatpropaganda. Fuentes har uppmuntrat användandet av skämt och ironi bland vita nationalistgrupper och sagt att det "är så viktigt för att ge mycket täckmantel och rimlig förnekelse av våra åsikter".
I november 2022 deltog Fuentes och den amerikanske rapparen Kanye West i en privat middag med Donald Trump. Händelsen möttes av omfattande kritik från politiska kommentatorer i USA, och The New York Times kallade det "möjligen det mest obehagliga ögonblicket för amerikanska judar på över ett halvt sekel".

## Tidigt liv
Nicholas Joseph Fuentes föddes den 18 augusti 1998,  i Chicago, Illinois,  till William och Lauren (née Chicco). Enligt Fuentes är han av italiensk, irländsk och mexikansk härkomst. Fuentes bodde i La Grange Park, Illinois, och gick på Lyons Township High School, där han var ordförande för elevrådet. Han studerade inledande internationella relationer och politik under sitt första år på Boston University. Han hoppade av skolan 2017 efter att ha avslutat sitt första år på universitetet och uppgav att han mottagit hot för att ha deltagit i den vit-supremacistiska demonstrationen Unite the Right i Charlottesville, Virginia. Han sa att han skulle byta till Auburn University hösten 2017 och sa att Auburn "har bättre väder och bättre människor" men att han i slutändan "inte bekräftade sin inskrivning".

## Privatliv
Fuentes är katolik och identifierar sig med den traditionalistiska katolska rörelsen.
Fuentes identifierar sig som en incel (eller "ofrivilligt celibat"), även om vissa av hans anhängare har kritiserat honom för att vara ett "frivilligt celibat" efter att han erkänt att han kysste en flicka medan han gick på gymnasiet. Han har beskrivit sig själv som den "hetaste killen" och försökt försvara sig som en incel genom att hävda att "den enda riktigt heterosexuella positionen är att vara en asexuell incel", eftersom "att ha sex med kvinnor är gay". ... Vad är gayare än att säga "Jag behöver kramar. Jag behöver pussar". ... Jag behöver umgås med en kvinna.' Han har sagt att den optimala åldern för en fru är 16, vilket enligt honom är "precis när mjölken är bra".
I november 2024 publicerades adressen till Fuentes hem i Berwyn, Illinois, på Twitter som svar på att Fuentes hånade abortförespråkare i sin tweet "Din kropp, mitt val". Den 10 november närmade sig Marla Rose, en lokal aktivist, Fuentes hem och försökte ringa på dörrklockan. Fuentes ska då ha använt pepparspray mot Rose, knuffat ner henne för trappan och tagit hennes telefon, som hon använde för att filma händelsen. Efter denna incident arresterades Fuentes den 27 november och åtalades för misshandel; han framträdde senare i rätten den 19 december.

### Påstått mordförsök

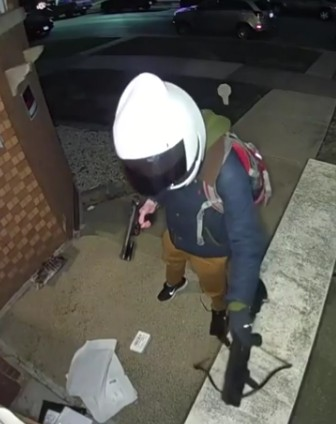
Ett foto på skytten, 24-årige John Lyons, utanför Fuentes hem

Klockan 23:30 den 18 december 2024 dök en man beväpnad med en pistol och ett armborst upp i Fuentes hem i Berwyn, Illinois. Mannen, identifierad som 24-årige John Lyons från Westchester, misstänktes för att ha mördat en mor och hennes två vuxna barn i Mahomet tidigare under dagen. Efter att polisen anlänt flydde Lyons och tvingade sig in i Fuentes grannes bostad, där han dödade två hundar. Lyons flydde sedan in på en bakgård, där han vägrade att lyda polisens order och utväxlade skottlossning med dem innan han sköts till döds. Fuentes gjorde ett uttalande på sitt X- konto och skrev: "I går kväll gjorde en beväpnad mördare ett mordförsök i mitt hem, vilket nyligen doxades på den här plattformen". Han skrev också: "Gärningsmannen bar en pistol, ett armborst och brandbomber. Jag tror att han hade för avsikt att döda mig. Han är nu död. Jag mår bra!"

## Politiska aktiviteter

### Tidiga aktiviteter
Fuentes började kommentera politik genom en lokal radio- och TV-station som leddes av hans gymnasium, där han förespråkade etablerade konservativa åsikter. Han är värd för den episodiska livesändningen America First med Nicholas J. Fuentes, som han började 2017 under sitt första år på Boston University. America First kännetecknas av Fuentes frekventa användning av skämt och ironi för att tilltala generation Z, samtidigt som han ger rimliga förnekanden för sina ofta extrema åsikter.
I sitt program i april 2017 hävdade Fuentes att muslimskt tal inte omfattades av det första tillägget till USA:s konstitution och fortsatte med att säga: "Vem styr media? Globalister. Dags att döda globalisterna" och "Jag vill att de som styr CNN ska arresteras och deporteras eller hängas eftersom detta är avsiktligt." Programmets utgivare vid den tiden, Right Side Broadcasting Network, bad om ursäkt och kallade kommentarerna "oacceptabla" och "olämpliga". Efter dessa och andra kommentarer, samt publicitet kring hans närvaro vid Unite the Right-mötet, lämnade han RSBN i augusti 2017. I februari 2022 hävdade Fuentes att han hade blivit avskedad av RSBN:s VD Joe Seales.
Han var programledare för Nationalist Review- podden tillsammans med en annan vit nationalist, James Allsup, fram till januari 2018. Enligt Southern Poverty Law Center "bråkade de två offentligt, där varje programledare anklagade den andra för lathet, opassande uppträdande och en mängd olika småaktiga förolämpningar." I april 2018 talade Fuentes vid American Renaissance- konferensen.

### Kritik av Turning Point USA
Fuentes har upprepade gånger kritiserat Turning Point USA (TPUSA) och dess grundare, Charlie Kirk, och anklagat dem för att förråda Donald Trump genom att förespråka masslaglig invandring, stöd för utländskt bistånd till Israel och queera frågor. Under hela oktober och november 2019 var hans anhängare närvarande vid många av Kirks offentliga talarevenemang, där gästtalare som Donald Trump Jr., Lara Trump och Kimberly Guilfoyle deltog. Dessa kampanjer innebar ofta att ställa frågor som fick tittarna att söka upp högerextrema och antisemitiska konspirationsteorier och bluffar online. Fuentes har karakteriserat kampanjen som ett gräsrotsarbete för att avslöja TPUSA som ideologiskt oförenligt med den ideologi som Donald Trump och andra högerpopulister förespråkar. Som ett resultat av denna kampanj tog vissa högerorienterade politiker och experter avstånd från Fuentes och karakteriserade hans övertygelser som extrema och utan kontakt med den etablerade konservatismen.
I december 2019 kontaktade Fuentes den konservative politiska kommentatorn Ben Shapiro, som gick förbi med sin fru och små barn, utanför ett TPUSA-evenemang i West Palm Beach, Florida. Fuentes hade frågat Shapiro varför han hade hållit ett tal vid Stanford University där han attackerade Fuentes. Mötet filmades och ledde till kritik mot Fuentes.

### Amerikas första politiska aktionskonferens
Fuentes har fått stöd av den konservativa kommentatorn Michelle Malkin, som gick med på att tala vid hans första årliga America First Political Action Conference (AFPAC) i februari 2020 och igen vid hans andra konferens i februari 2021. I november 2019 avskedades Malkin av Young America's Foundation efter 17 års anställning på grund av sitt stöd för Fuentes.
Fuentes var värd för sitt andra årliga AFPAC-evenemang i februari 2021, där han talade tillsammans med Malkin och politikerna Steve King och Paul Gosar. Senare samma månad blev han avstängd från Hyatt Regency Orlando, där han försökte "starta uppståndelse" på CPAC- våningen.
Fuentes avsattes återigen från CPAC i juli 2021 för att ha trakasserat en journalist. Vid ett evenemang som hölls tvärs över gatan sa han att nu när han är avstängd från Twitter har jag inget att förlora. Det här kommer att bli det mest rasistiska, sexistiska, antisemitiska och förintelseförnekande talet i hela Dallas den här helgen."
Fuentes var värd för sitt tredje årliga AFPAC-evenemang i februari 2022. Marjorie Taylor Greene, representant för Georgias 14:e distrikt, deltog i konferensen, medan Janice McGeachin, dåvarande viceguvernör i Idaho, och Gosar förinspelade videor som visades vid evenemanget. Detta kritiserades, bland annat av andra politiker från det republikanska partiet, såsom Mitt Romney. Greene sa senare att hon inte visste vilka arrangörerna av konferensen var.
I juni 2024 hindrades Fuentes och den högerextrema influencern Jake Shields från att delta i Turning Point Action-konferensen i Detroit. AFPAC 2024 ställdes in av arenan, men de höll ett alternativt evenemang, där även Sulaiman Ahmed, en anti-israelisk kommentator online, och David Duke, tidigare medlem i Ku Klux Klan, deltog.

### Relation till attacken mot Kapitolium den 6 januari
Fuentes var bland de högerextrema individer och grupper som deltog i demonstrationerna som ledde fram till attacken mot Kapitolium den 6 januari. Vid en pro-Trump-protest i Washington, DC, i december 2020 ledde Fuentes en folkmassa till att skandera "Förstör republikanerna" och uppmuntrade dem att inte delta i den särskilda omvalsomgången i USA:s senat i Georgia. I februari 2021 spelades en video av hans tal upp under den andra riksrättsprocessen mot Donald Trump av representanthusets delegat Stacey Plaskett.
Fuentes var bland en grupp högerextrema aktivister och grupper som fick stora donationer i bitcoin från en fransk givare den 8 december 2020. Fuentes fick 13,5 bitcoin (cirka 681 750 dollar vid den tidpunkten), vilket var den absolut största andelen. Donatorn publicerade också ett tydligt självmordsbrev, enligt blockchain- analysgruppen Chainalysis. Donatorns status har ännu inte bekräftats. FBI inledde en utredning om huruvida några av dessa pengar gick till finansiering av olagliga handlingar, såsom stormningen av Kapitolium.
Den 12 december 2020, vid ett möte dagen efter att USA:s högsta domstol avböjt att pröva Texas v. Pennsylvania, talade Fuentes till en folkmassa på Freedom Plaza och sade: "Det är vi och våra förfäder som skapat allt gott som ni ser i det här landet. Alla dessa människor som har tagit över vårt land – vi behöver dem inte. ... Det är det amerikanska folket, och vår ledare, Donald Trump, mot alla andra i det här landet och den här världen... Våra grundare skulle gå ut på gatorna och ta tillbaka det här landet med våld om det behövs. Och det är vad vi måste vara beredda att göra."
Den 4 januari 2021, två dagar före stormningen av Kapitolium, diskuterade Fuentes att döda delstatslagstiftare som inte var villiga att upphäva resultatet av valet 2020 och sa: "Vad kan du och jag göra mot en delstatslagstiftare – förutom att döda dem? Vi borde inte göra det. Jag rekommenderar inte det, men jag menar, vad mer kan man göra, eller hur?"
Enligt flera medier var Fuentes en del av mobben som attackerade Kapitolium. Southern Poverty Law Center rapporterade att Fuentes var "synlig i både livesändningar och bilder mitt bland en mobb av pro-Trump-upprorsmän ... bärande vad som verkar vara en VIP-bricka." Även om han inte gick in i byggnaden, ska han ha ropat uppmuntran till upprorsmakarna att "fortsätta röra sig mot Kapitolium" och att de "tog tillbaka Kapitolium". Fuentes själv erkände att han var närvarande under attacken men förnekade brottsligt beteende och beskrev rykten om att en oidentifierad person som setts inne i talmannen Nancy Pelosis kontor var honom som "falska nyheter".
Den 19 januari 2022 utfärdade den amerikanska representanthusets specialutskott för attacken den 6 januari en kallelse till Fuentes.

### Middag med Donald Trump på Mar-a-Lago
Den 22 november 2022 var Donald Trump värd för Fuentes och Kanye West för en middag i Trumps residens i Mar-a-Lago i Florida. Mötet ägde rum på Wests begäran. West sa att Trump var "verkligen imponerad av Nick Fuentes". Trump släppte ett uttalande där han sa att efter att ha kontaktat honom tidigare i veckan för att arrangera besöket, "dök West oväntat upp med tre av sina vänner, som jag inte visste något om", som Trump åt middag med, och att "middagen var snabb och händelselös".
Trump utvecklade ytterligare flera dagar senare att han träffade West för att "hjälpa en allvarligt problemfylld man, som råkar vara svart... som har blivit decimerad i sin verksamhet och praktiskt taget allt annat." Trump erkände också att han rådde West att hoppa av loppet.

Mötesmedlemmarna gav motstridiga redogörelser om vad som hände. Enligt Axios:
... En källa uppgav att Trump "verkade väldigt tagen" av Fuentes och "imponerad av att 24-åringen kunde rabbla ihop statistik och minnas tal som går tillbaka till hans kampanj 2016 ". Källan parafraserade samtalet och sa att Fuentes berättade för presidenten att han föredrog att han var "autentisk", och att Trump verkade skriven och olik sig själv under sitt senaste tal inför kampanjmötet 2024. Trump svarade: ”Ni gillar det bättre när jag bara talar rakt på sak”, sa källan. Fuentes svarade att han gjorde det och kallade Trump en "fantastisk" president när han var ohämmad. "Det var mycket fjäskande fram och tillbaka", tillade källan.
West uppgav också att efter att ha bett Trump att bli hans vicepresidentkandidat, "började Trump i princip skrika åt mig vid bordet och sa att jag skulle förlora – jag menar, har det någonsin fungerat för någon i historien? Jag bara vänta, vänta, vänta, Trump, du pratar med Ye."

#### Efterdyningar och reaktioner
Mötet fick betydande uppmärksamhet och kommentarer från inhemska och internationella politiker. Evenemangets karaktär – där en före detta president var värd för gäster med öppet antisemitiska övertygelser – ansågs vara "oöverträffad" i modern tid och mötte intensiv kritik från båda partierna mot Trump, där republikanska ledare i den amerikanska kongressen riktade en sällsynt tillrättavisning mot Trump. Skandalen väckte frågor om Trumps hållbarhet som kandidat i valet 2024. Bland amerikanska judar beskrevs den efterföljande diskussionen av en New York Times- skribent som "vad som kan vara det mest obehagliga ögonblicket i USA:s historia på ett halvt sekel eller mer". Kommentatorer och politiker menade att Trumps underlåtenhet att fördöma antisemitism och rasism från gästerna var ett implicit accepterande av deras övertygelser.
Trump försvarade middagen i ett inlägg på Truth Social och skrev om West: "vi kom jättebra överens, han uttryckte ingen antisemitism, och jag uppskattade alla de fina saker han sa om mig i 'Tucker Carlson'" och "varför gick jag inte med på att träffas?", och att han "aldrig träffade och inte visste någonting om" Fuentes.
Enligt The Washington Post trodde Trump inledningsvis att kvällens händelser skulle "blåsa över". Men den 1 december hade Wests och Fuentes agerande efter middagen "målat upp en annan bild" av situationen.
Kommentatorn Charlie Sykes menade att "Trump har varit konsekvent i sin ovilja att förolämpa vad han anser vara en avgörande del av den bas han har vårdat under åren. Han är inte ursäktande när det gäller att umgås med uppenbara nynazister och ovillig att utfärda full halsade fördömanden av antisemitism. Trump är villig att dra på sig denna spärreld av förakt av en enkel anledning: Han tror att han har utnyttjat något hos den amerikanska väljarkåren, särskilt bland evangeliska kristna, som har inrotade – men komplicerade – attityder till Israel och judar."
Mike Pence, den tidigare amerikanska vicepresidenten som tjänstgjorde under Trumps första presidentskap, uttalade: "Jag tycker att han borde be om ursäkt för det, och han borde fördöma dessa individer och deras hatiska retorik utan förbehåll." Israels tillträdande premiärminister Benjamin Netanyahu kallade mötet för ett "misstag". I en uppföljande intervju sa Netanyahu: "...om Kanye West och den där andra oacceptabla gästen [Nick Fuentes] tycker jag inte bara att det är oacceptabelt, det är bara fel. Och jag hoppas att han ser sin väg att hålla sig utanför det och fördöma det."

## Politiska åsikter
Fuentes har sagt att hans mål är att förvandla det republikanska partiet till "ett verkligt reaktionärt parti". Fuentes motsätter sig starkt invandring, som han anser vara ett demografiskt hot mot USA. Fuentes motsätter sig feminism. Han hoppas att alt-right ska ersätta konservatismen och republikanerna, och kritiserar etablerade konservativa grupper och hävdar att "kristna republikanska väljare blir lurade" eftersom "republikanerna styrs av judar, ateister och homosexuella". Tess Owen, reporter för Vice, har skrivit att Fuentes "har positionerat sig som den ultranationalistiska ungdomsrörelsens huvudperson". 

### Vit överhöghet och antisemitism
Fuentes har talat positivt om "en tidvattenvåg av vit identitet " efter hans närvaro vid Charlottesville Unite the Right-mötet 2017 och ser Amerikas "vita demografiska kärna" som central för landets identitet. Trots att han förespråkar vit supremacistiska övertygelser, såsom konspirationsteorin om vitt folkmord, har Fuentes hävdat att han inte är en vit supremacist och kallar termen för en "antivit förolämpning". Fuentes vill att USA ska vara ett vitt, kristet land och har specificerat att det inte är ett " judiskt-kristet " land.
Fuentes har även antisemitiska åsikter   och förnekar Förintelsen. I januari 2019 sände Fuentes en monolog där han antydde att han ifrågasatte antalet döda på sex miljoner judar i Förintelsen. Fuentes bestred senare att han någonsin hade förnekat Förintelsen och kallade sin monolog för ett "skämt". NPR citerar detta som ett exempel på Fuentes användning av ironi för att undvika konsekvenser för sina ord, och hänvisar till en video från 2020 där Fuentes sa: "Ironi är så viktigt för att ge mycket täckmantel och rimlig förnekelse av våra åsikter", särskilt angående förnekelse av Förintelsen.
Under sitt tal vid AFPAC 2022 gav Fuentes "fnissande beröm" till Adolf Hitler. År 2023 förespråkade han avrättningen av "förrädiska judar", bland andra grupper som han kallade "ogärningsmän", och uppgav att de borde "dömas till döden".

### Vladimir Putin
Under AFPAC-talet där han hyllade Hitler sa Fuentes att media hade jämfört Vladimir Putin med Hitler "som om det inte vore bra". Fuentes frågade också publiken: "Kan vi få en applåd för Ryssland?", vilket följdes av dånande applåder och ramsor av "Putin! Putin!"
Den 10 mars 2022 berömde Fuentes "tsar Putin" för den ryska invasionen av Ukraina, som han hävdade var avsedd att "befria Ukraina från den store Satan och från det onda imperiet i världen, vilket är USA".

### Katolsk integralism och kristen nationalism
Fuentes är integralist och kristen nationalist. Han har sagt: "Antingen är du katolik eller så håller du med judarna", och han har uttryckt stöd för en katolsk regering och katolska medier. Fuentes stöder en kristen teokrati istället för vad han kallar en "judiskt ockuperad regering".
Fuentes har beskrivit sig själv som en reaktionär som stöder autokrati, katolsk monarki, rättvist krig, korstågen och inkvisitionen. Fuentes motsätter sig demokrati.

### COVID 19
Fuentes har ofta spridit konspirationsteorier och felaktig information kring de FDA -godkända COVID-19-vaccinerna.
I december 2020 hade Fuentes enligt uppgift ett bråk på ett flyg om maskpåbud. I april 2021 rapporterade Salon att "Nicholas Fuentes och hans 'groyperarmé' har gått samman med coronavirus -antivaccingemenskapen." Samma år gav han sig ut på en antivaccin-talarturné, där han marknadsförde bluffar om covid-19-vacciner.

### HBTQ och kvinnors rättigheter
Han har uttalat sig mot "HBTQ-agendan" och har beskrivit transpersoner och samkönade äktenskap som "avvikande beteenden". I en dokumentär som sändes på BBC 2022 berättade Fuentes för den brittiska journalisten Louis Theroux att han anser att det vore bättre om kvinnor inte hade rösträtt.

#### Reproduktiva rättigheter
Efter beslutet i målet Dobbs v. Jackson som upphävde Roe v. Wade i juni 2022 berömde Fuentes USA:s högsta domstol för att ha meddelat det beslutet. Han sa att "judar stod i vägen" för att göra det, och att Dobbs beslut innebar att "förbud mot samkönade äktenskap är tillbaka på menyn, förbud mot sodomi är tillbaka på menyn, förbud mot preventivmedel är tillbaka på menyn, och i princip har vi något liknande talibanstyre i Amerika, på ett bra sätt."
I juli 2023, i ett framträdande i Fresh and Fit Podcast, konstaterade Fuentes att kvinnor var "babymaskiner" eftersom "det är vad deras hjärnor handlar om".
| ” | Nicholas J. Fuentes @NickJFuentes Your body, my choice. Forever. Nov 5, 2024 | „ |

I november 2024, efter Donald Trumps seger i det amerikanska presidentvalet 2024, hånade Fuentes anhängare av reproduktiva rättigheter och twittrade: "Din kropp, mitt val. För alltid." Inlägget har visats mer än 100 miljoner gånger. Frasen blev populär på TikTok, där kvinnliga användare rapporterade att konton kommenterade "din kropp, mitt val" i massor på deras inlägg. Den 8 november publicerade Institute for Strategic Dialogue en rapport som i detalj beskriver den exponentiella ökningen av frasens användning på X (tidigare Twitter), TikTok, Facebook och Reddit dagen efter valet 2024. De noterade också exempel på dess användning offline, särskilt på gymnasieskolor och universitetscampus.

### Talibanerna
Fuentes har lovordat den konservativa religiösa aspekten av talibanernas styre. Efter att den afghanska regeringen föll till talibanerna medan amerikanska styrkor drog sig tillbaka i augusti 2021, skrev Fuentes på meddelandetjänsten Telegram: "Talibanerna är en konservativ, religiös kraft, USA är gudlösa och liberala. Den amerikanska regeringens nederlag i Afghanistan är otvetydigt en positiv utveckling."

### Donald Trump
Fuentes blev alltmer kritisk mot Trump under 2024. Den 9 augusti 2024 publicerade han på X att han hade "förklarat ett nytt Groyperkrig mot Trumps kampanj 2024", eftersom "hans kampanj har kapats av samma konsulter, lobbyister och givare som han besegrade 2016, och de förstör det", och var "på väg mot en katastrofal förlust". (Trump vann senare valet.)
Fuentes började uppmana sina anhängare att "bringa energi med memes, redigeringar, svar och troll" i syfte att pressa Trump-kampanjen att inta ytterligare högerorienterade ståndpunkter om ras och invandring, samt uppmanade Donald Trump att avskeda sina kampanjrådgivare, Chris LaCivita och Susie Wiles. Förutom att uppmana sina följare att göra sina krav populära på Twitter och Truth Social, hotade Fuentes att "eskalera trycket i den verkliga världen" och uppmanade sina följare att hålla tillbaka sina röster och protestera mot Trumps möten i stridsstater.
I november kritiserade Fuentes Trump-anhängare för att de klättrade i sopsäckar efter ett möte där Donald Trump klättrade in i en sopbil som svar på president Joe Bidens kommentarer om sina anhängare. Han beskrev detta som ett ögonblick av insikt om att "trumpismen var en kult", vilket illustrerade den "slaviska hängivenheten" hos dess anhängare, som "bara åt upp vad som helst". Han sa: "Det var i det ögonblicket jag insåg att det har gått för långt, det är Frankensteins monster, vi har skapat en golem", och karakteriserade trumpismen som "en gigantisk kultliknande bluff".

## Sociala medier

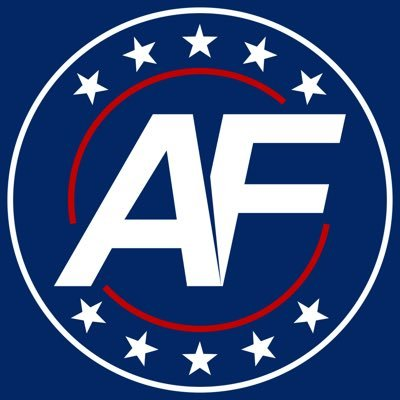
Amerikas första logotyp med Nicholas J. Fuentes

Fuentes show, America First, har lockat en kultföljarskara, som Fuentes kallar "Groypers" eller "Groyperarmén". Fuentes nämner Donald Trumps kandidatur och presidentskap som en inspiration för America First. I februari 2022 verifierade Trumps sociala medieplattform, Truth Social, Fuentes konto.

### Deplattformering
Fuentes har tagits bort från olika sociala medier, betalningsleverantörer och andra tjänster. I januari 2020 demonetiserades Fuentes YouTube-kanal, och en av hans videor togs bort av YouTube som ett brott mot deras policy mot hatpropaganda. Fuentes hade tidigare blivit avstängd från Twitch och Reddit. Den 14 februari 2020 stängdes hans YouTube-kanal ner för brott mot policyer om hatpropaganda. I januari 2020 rapporterade Time att Fuentes var den mest visade livestreamaren på DLive- plattformen. DLive kritiserades för att ha tillåtit Fuentes att använda deras plattform.
Efter attacken mot Kapitolium den 6 januari stängdes hans DLive-kanal permanent av för "uppvigling till våldsamma och olagliga aktiviteter". Enligt ABC News i mars 2021 hade Fuentes stängts av från "nästan alla" sociala medieplattformar. Fuentes hävdade att hans bankkonto hade frysts, att han hade placerats på en federal flygförbudslista och att han hade blivit avstängd från Airbnb, Facebook och Instagram. Fuentes beskrev dessa handlingar som "öppen politisk förföljelse".
Twitter var bland de sista vanliga sociala mediesidorna som bannlyste Fuentes och stängde av hans verifierade konto på obestämd tid i juli 2021. Han har också blivit avstängd från finansiella tjänster och e-handelstjänster, inklusive PayPal, Venmo, Patreon, Shopify, Stripe, Streamlabs och Coinbase. Den 25 januari 2023 återställdes hans verifierade Twitter-konto kortvarigt. Enligt Hannah Gais, seniorforskare vid Southern Poverty Law Center, berömde han omedelbart Adolf Hitler och Unabombern och förklarade: "Judar styr nyheterna". Twitter avstängde honom igen nästa dag.
I december 2021 stängde den sociala medieplattformen Gettr av Fuentes permanent. Sajten fick motreaktion från Fuentes fanskara såväl som från den amerikanska politikern Wendy Rogers, som skrev: "Vad är poängen med ett yttrandefrihetsalternativ till Twitter ... som inte ens respekterar yttrandefriheten?" Gettr förbjöd därefter all användning av ordet "groyper" på plattformen.

### Alternativa plattformar och Twitter-omformning
Efter att stora leverantörer som Twitter, YouTube, Facebook, Instagram och DLive lämnat sina plattformar, samarbetade Fuentes med Alex Jones för att lansera sin egen livestreamingplattform, Cozy.tv, i oktober 2021. Enligt läckta textmeddelanden som tagits emot av Southern Poverty Law Centers Hatewatch varnade Millie Weaver, en anställd på InfoWars, tidigare Jones för att samarbeta med Fuentes och påstod att flera av hans medarbetare (främst Matthew Colligan) var informanter för Federal Bureau of Investigation och att ett samarbete med honom skulle påverka försäljningen av Jones sortiment av kosttillskott negativt.
Den 2 maj 2024 sa Elon Musk att han skulle återinföra Fuentes X-konto (tidigare Twitter) "förutsatt att han inte bryter mot lagen och låter honom krossas av kommentarerna och community-anteckningarna." Musk sa: "Jag kan inte påstå att jag är en försvarare av yttrandefriheten, men sedan permanent stänga av någon som inte har brutit mot lagen, oavsett hur mycket jag inte håller med om vad de säger." Musk bemötte motreaktioner från de som uttryckte oro över att plattformsföra Fuentes idéer genom att säga: "Det är bättre att ha anti-vad som helst ute i det fria för att bli motbevisad än att sjuda i mörkret." Efter X:s tillkännagivande utfärdade Anti-Defamation League ett uttalande där de fördömde Fuentes. Fuentes konto återställdes den 3 maj 2024.